# The Long Run
The Long Run kan även syfta på Saabs uthållighetstest på Talladegabanan, se Saab Talladega

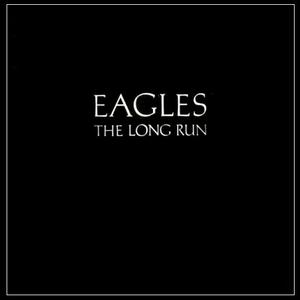
The Long Run

The Long Run är ett musikalbum med den amerikanska rockgruppen Eagles. Det gavs ut 24 augusti 1979 och nådde förstaplatsen på Billboardlistan veckan efter. Albumet är gruppens sista studioalbum innan den splittrades året efter och det skulle sedan dröja till mitten av 1990-talet innan de återigen spelade tillsammans.

## Låtlista
Sida 1
1. "The Long Run" (Don Henley/Glenn Frey) – 3:42
2. "I Can't Tell You Why" (Timothy B. Schmit/Don Henley/Glenn Frey) – 4:56
3. "In The City" (Joe Walsh/Barry De Vorzon) – 3:46
4. "Disco Strangler" (Don Felder/Don Henley/Glenn Frey) – 2:46
5. "King of Hollywood" (Don Henley/Glenn Frey) – 6:28

Sida 2
1. "Heartache Tonight" (Don Henley/Glenn Frey/Bob Seger/J.D. Souther) – 4:26
2. "Those Shoes" (Don Felder/Don Henley/Glenn Frey) – 4:56
3. "Teenage Jail" (Don Henley/Glenn Frey/J.D. Souther) – 3:44
4. "The Greeks Don't Want No Freaks" (Don Henley/Glenn Frey) – 2:20
5. "The Sad Café" (Don Henley/Glenn Frey/Joe Walsh/J.D. Souther) – 5:35

## Singlar
Singlar från albumet med datum och listplacering.
- "Heartache Tonight" / "Teenage Jail" – 18 september 1979 (#1 US)
- "The Long Run" / "Disco Strangler" – 27 november 1979 (#8 US)
- "I Can't Tell You Why" / "The Greeks Don't Want No Freaks" – 4 februari 1980 (#8 US)

## Medverkande
Eagles
- Don Felder – sång, gitarr, talkbox, orgel
- Glenn Frey – sång, gitarr, synthesizer, keyboard
- Don Henley – sång, trummor, percussion
- Timothy B. Schmit – sång, basgitarr
- Joe Walsh – sång, gitarr, slidegitarr, talkbox, keyboard

Bidragande musiker
- Jimmy Buffett – bakgrundssång på "The Greeks Don't Want No Freaks"
- The Monstertones – bakgrundssång
- David Sanborn – altsaxofon på "The Sad Café"
- Bob Seger – bakgrundssång på "Heartache Tonight"

## Listplaceringar
| Lista (1979)   | Position                |
| -------------- | ----------------------- |
| Australien     | 1 (Kent Music Report)   |
| Finland        | 9                       |
| Frankrike      | 2                       |
| Island         | 3 (Vísir Vinsældalisti) |
| Japan          | 1 (Oricon)              |
| Kanada         | 1 (RPM)                 |
| Nederländerna  | 3                       |
| Norge          | 5 (VG-lista)            |
| Nya Zeeland    | 2                       |
| Storbritannien | 4 (UK Albums Chart)     |
| Sverige        | 1 (Topplistan)          |
| USA            | 1 (Billboard 200)       |
| Västtyskland   | 20                      |